# El cayado y el mayal
| S38 |

| S38 |

| S45 |

| S45 |

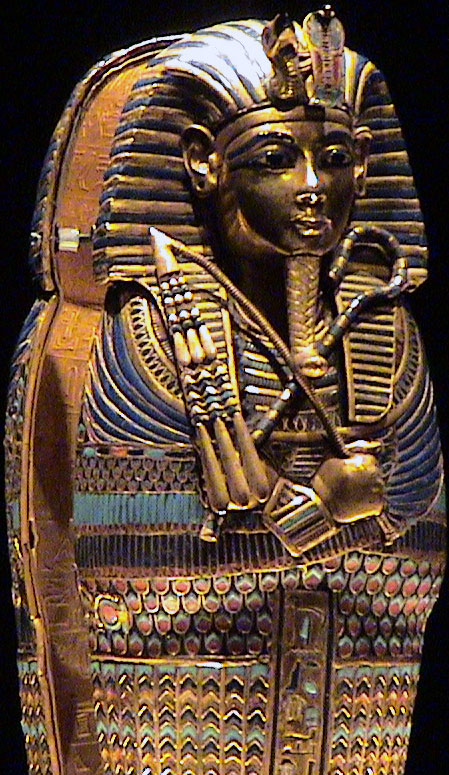
El cayado y el mayal en el pequeño ataúd de Tutankhamun

El cayado (heka) y mayal (nekhakha) eran símbolos utilizados en la sociedad antigua egipcia. Eran originalmente los atributos de la deidad Osiris que se volvieron insignias de la autoridad faraónica. El cayado del pastor simbolizaba el estatus de rey y el mayal la fertilidad de la tierra.
El ejemplo más antiguo conocido de un cayado real es del la cultura Gerzeh (Naqada II), y proviene de la tumba U547 en Abydos. Para posteriores tiempos predinásticos, el cayado del pastor era ya un símbolo establecido de regla. El mayal inicialmente permaneció separado, siendo puesto de forma separada en algunas representaciones más antiguas de ceremoniales reales. Aproximadamente por el tiempo de la Segunda Dinastía, el cayado y el mayal venían juntos.
Los únicos ejemplos faraónicos existentes de ambos cayado y mayal en la misma figura provienen de la tumba de Tutankhamun. Sus varas están hechas de bronce pesado cubierto con rayas alternas de esmalte azul, obsidiana, y oro, mientras que las cuentas del mayal están hechas de madera enchapada.

## Teorías del significado
Tradicionalmente cruzado sobre el pecho cuando se agarraban, probablemente representaban al gobernante como un pastor cuya beneficencia es formidablemente templada con poder.
En la interpretación de Toby Wilkinson, el mayal, utilizado como pica para el ganado, era un símbolo del poder coactivo del gobernante. Como pastor de su rebaño, el gobernante animaba a sus súbditos al igual que los subyugaba.
Otra interpretación, por E. Un. Wallis Budge, afirma que el mayal era lo se utilizaba para trillar el grano.